# Barry White
Barry White, nato Barrance Eugene Carter (Galveston, 12 settembre 1944 – Los Angeles, 4 luglio 2003), è stato un cantautore, polistrumentista, arrangiatore e produttore discografico statunitense.
Celebre per la sua voce profonda, White è uno dei più noti artisti dello stile disco music, fattore che gli è valso il soprannome di King of Disco (lett. "re della disco (music)"). Tra i suoi più grandi successi si segnalano You're the First, the Last, My Everything, Can't Get Enough of Your Love, Babe e Let the Music Play. Vendette più di 100 milioni di dischi e ottenne diversi riconoscimenti, tra cui due Grammy Award. Il repertorio di White è incentrato sulle melodie e presenta arrangiamenti ariosi e sofisticati, fattore che lo distingue dagli altri artisti afroamericani. White era debitore di Giuseppe Verdi, Giacomo Puccini e Isaac Hayes, del quale volgarizzò gli stilemi.

## Biografia

### Infanzia
Nato il 12 settembre 1944 a Galveston, in Texas, con il nome di Barrance Eugene Carter, da Melvin A. White (1911-1980) e Sadie Marie Carter (1912-1996), attrice apparsa nel film del 1931 Trader Horn. La sua nascita a Galveston fu dovuta interamente alla madre che, recatasi in visita da alcuni parenti, decise di prolungare il suo soggiorno in quel luogo. La coppia non si sposò mai. Stando a una testimonianza del cantante, «Quando cominciai la scuola, mio padre vide il mio certificato di nascita e notò che il cognome scritto era quello di mia madre. Beh, non fece altro che cancellare "Carter", scrivendo il suo, "White".» Barry White aveva un fratello, Darryl, di 13 mesi più giovane. Quest'ultimo verrà ucciso in una lotta tra bande rivali il 5 dicembre 1983. Molto provato per l'accaduto, Barry dichiarerà: «Credetemi, la vita vale molto poco in quel mondo. È pazzesco, ma morì solo per due dollari.»
Barry White si affacciò nel mondo della musica classica e del jazz ascoltando i dischi della madre, che era solita eseguire partiture di compositori italiani nella chiesa di quartiere. Il suo esordio musicale avvenne in tenera età, a 11 anni, nel fortunato singolo di Jesse Belvin Goodnight My Love (1956), in cui suonò il pianoforte. Più tardi la sua voce si manifestò per la prima volta: «Cambiò quando avevo 14 anni. Mi svegliai e parlai a mia madre e il mio torace cominciò a vibrare. Fu incredibile, era terrorizzata!»
I due fratelli Barry e Darryl White, quando erano adolescenti, trascorsero l'infanzia a Watts, una delle zone a più alta densità criminale di South Central Los Angeles ed entrarono in una gang. Barry venne arrestato e dovette scontare sette mesi di carcere dopo aver rubato degli pneumatici di alcune Cadillac per un valore di 30.000 dollari. Il lato disumanizzante di questa esperienza lo colpì profondamente: «Mentre ero in prigione, dovetti fare i conti con i miei errori e decisi che mai più in vita mia avrei consegnato la mia libertà nelle mani di qualcun altro.» Decise di diventare un artista quando, mentre si trovava nel carcere minorile, ascoltò It's Now or Never di Elvis Presley trasmessa dalla radio di una guardia.

## Carriera

### Primi anni di carriera
Dopo il suo rilascio dalla prigione, abbandonò la vita della gang e intraprese la propria carriera musicale agli inizi degli anni sessanta come membro di diversi gruppi. Quando alcuni suoi compagni di scuola fondarono il gruppo R&B The Upfronts nei primi anni sessanta, cantò come basso (anche se affermerà in seguito di non aver mai desiderato diventare un cantante) e scrisse diversi brani. Subito dopo essersi esibito in numerosi club di Los Angeles con gli Upfronts, cantò e registrò con altri gruppi come gli Atlantics e i Five Du-Tones.
Barry imparò il mestiere di ingegnere del suono e fu presto in grado di suonare ogni strumento presentatogli, con l'eccezione di archi e fiati. Tra le prime importanti esperienze di White si segnala il suo coinvolgimento con Bob & Earl nella canzone Harlem Shuffle del 1963. In tale occasione avvenne il suo incontro con l'arrangiatore Gene Page. Intorno allo stesso periodo, cominciò a collaborare con le etichette Mustang e Bronco e produsse vari singoli per Viola Willis (anche lei una futura cantante disco) e Felice Taylor nel 1966/67. Viola non raggiunse la vetta delle classifiche fino al 1979 (con Gonna Get Along Without You Now), ma Barry riuscì a inserirla nelle graduatorie di Billboard con It May Be Winter Outside (grande successo che verrà poi ripreso dalle Love Unlimited) e in quelle inglesi con I Feel Love Comin 'On, entrambi nel 1967. Nello stesso anno, White esordì in proprio con il 45 giri All in the Run of a Day, che già denota le caratteristiche stilistiche del suo repertorio.

### Gli anni settanta come produttore e l'incontro con le Love Unlimited

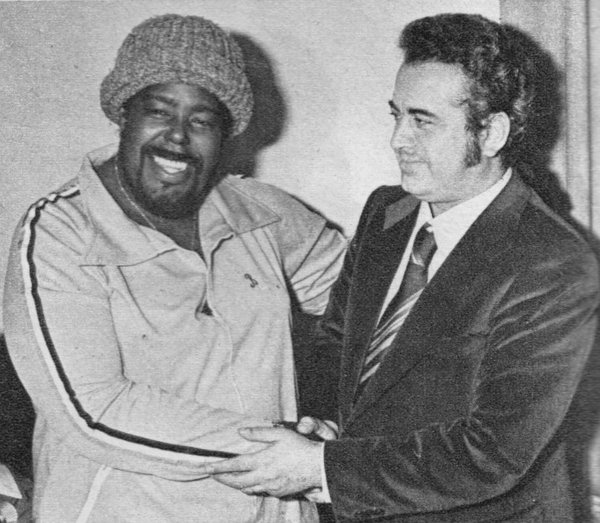
Barry White con Vittorio Salvetti, in Italia, alla fine degli anni settanta

Nel 1968, durante una sessione di registrazione per la Motown con Gene Page, Barry incontrò tre coriste e, trovando che fossero perfette, propose loro di lavorare assieme. Le cantanti erano Glodean James, sua sorella Linda e la cugina Diane Taylor: le Love Unlimited, un gruppo nato come risposta al trio femminile delle Supremes. Nel 1969 cominciarono a lavorare e dopo oltre due anni di prove, nel 1971, avvenne il loro incontro con Russ Regan, capo della Uni Records. L'album d'esordio del trio, From A Girl's Point of View We Give to You... Love Unlimited (1972) vendette più di un milione di copie. Fu lavorando ad alcune demo che la casa discografica gli propose di cantare egli stesso, invece che di limitarsi a produrre canzoni per altri.
Nel 1974 il singolo strumentale Love's Theme, tratto dall'album Rhapsody in White, scritto insieme ad Aaron Schroeder e pubblicato come The Love Unlimited Orchestra, un  complesso di 40 musicisti fondato dall'artista, arrivò primo nella Billboard Hot 100, settimo nei Paesi Bassi e decimo nel Regno Unito e vince il disco d'oro.
Il periodo di maggior successo del cantante è quello compreso tra il 1973 e il 1978. Fu in questi anni che incise i brani considerati "classici" del suo repertorio, ovvero I'm Gonna Love You Just a Little More Baby (1973), Never, Never Gonna Give You Up (1973), Can't Get Enough of Your Love, Babe (1974) che arriva prima nella Billboard Hot 100, You're the First, the Last, My Everything (1974), What Am I Gonna Do With You (1975), Let the Music Play (1976), You See the Trouble with Me (1976), Your Sweetness is My Weakness (1978) e Just the Way You Are (1978), una cover di Billy Joel. Il primo LP di White, I've Got So Much to Give del 1973, gli valse un disco d'oro.
Nel corso di una trasmissione televisiva, il pugile Cassius Clay definì White "il campione dei pesi massimi in musica". Il successo dell'artista fu tale che un articolo del New York Times del 1976 attribuì alle canzoni di White la funzione di "panacea" contro la crisi economica e la capacità di stimolare nuove nascite e nuova voglia di vivere. Nel 1976 vinse agli American Music Awards nella categoria "miglior interprete soul maschile". Gli venne assegnato anche il Disco Forum Award da Billboard. Nel 1976 si esibì al Festival di Sanremo.
Negli anni ottanta, con la fine dell'"epoca disco" le vendite dei suoi dischi caleranno, ma la sua reputazione rimarrà molto alta. Negli anni seguenti pubblicò altri brani di successo tra cui Change (1982), Sho' You Right (1987) e Practice What You Preach (1994).
L'album Staying Power, gli valse i suoi primi due Grammy, ovvero quello per la miglior interpretazione vocale R&B maschile e quello per la miglior interpretazione R&B tradizionale (prima di allora, aveva ottenuto 11 candidature a tale premio).
Il concerto del 1998 al Central Park di New York con Luciano Pavarotti, fu il secondo evento musicale visto da più di un miliardo di persone in mondovisione (il primo evento musicale trasmesso in mondovisione e visto da ben 1 miliardo e mezzo di persone fu l'Aloha from Hawaii di Elvis Presley del 1973).
Una sua autobiografia, Barry White: Love Unlimited, è stata scritta insieme con Marc Eliot e pubblicata nel 1999.

### Morte

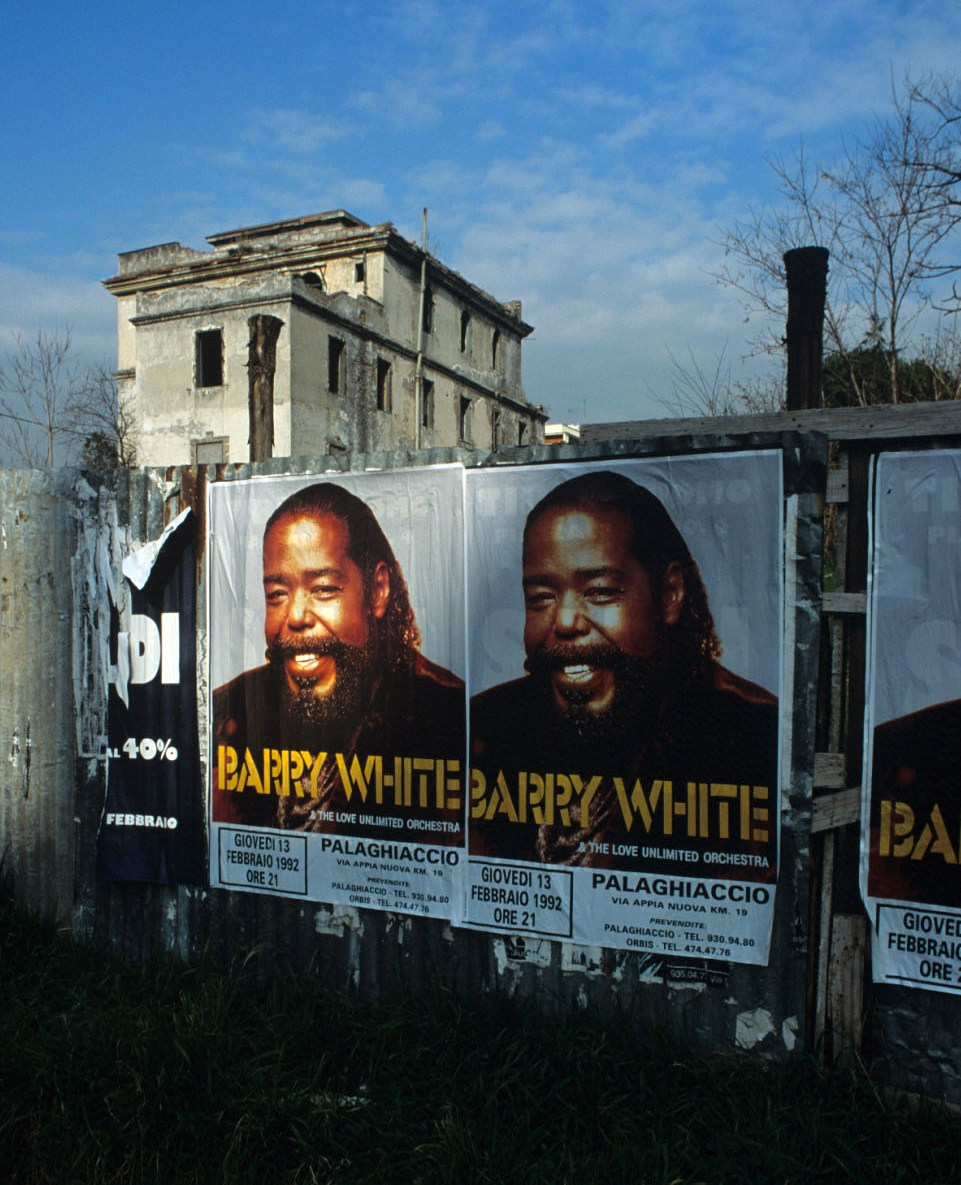
Manifesti per il concerto di Barry White a Roma 1992

Cronicamente iperteso per diverso tempo, anche a causa della sua notevole mole, fu ospedalizzato per insufficienza renale nell'autunno del 2002 e per ictus nel 2003 che lo costringe a ritirarsi dalle scene. Muore all'età di 58 anni il 4 luglio 2003 per arresto cardiaco presso il Cedars-Sinai Medical Center di West Hollywood. Il suo peso corporeo venne stimato a 160 kg. Fu cremato e le sue ceneri disperse in mare da Michael Jackson.

## Cinema e televisione
Nel 1974 doppiò uno dei personaggi di Coonskin, cartone animato diretto da Ralph Bakshi.
Barry White appare come guest star nell'episodio 18 della quarta stagione de I Simpson, intitolato La festa delle mazzate, dove il cantante, anche grazie all'aiuto di Bart e Lisa, riesce, usando i toni bassi della sua voce, a salvare i serpenti della città di Springfield dal massacro da parte degli abitanti.
Appare anche nella serie Ally McBeal (puntata 2x18) cantando You're the First, the Last, My Everything per il compleanno di uno dei soci dello studio, John Cage, suo grande fan che balla nel bagno al ritmo di quella canzone, e compare nuovamente nell'ultima puntata di chiusura della serie, nei saluti di addio, assieme a tutti i personaggi principali.

## Vita privata
Negli anni sessanta, White era sposato con Betty Smith. Avevano quattro figli: Barry, Melva, Nina e Darryl. Il matrimonio si concluse con un divorzio nel 1965 dopo una storia d'amore di sei anni. L'artista si risposò nel 1974 con Glodean James delle Love Unlimited e dalla loro unione nacquero Shaherah e Brigette.
Barry White era il padrino di Chuckii Booker, cantante R&B e new jack swing che aiutò a far emergere.

## Discografia

### Album in studio
- 1973 –  I've Got So Much to Give
- 1973 –  Stone Gon'
- 1974 –  Can't Get Enough
- 1975 –  Just Another Way to Say I Love You
- 1976 –  Let the Music Play
- 1976 –  Is This Whatcha Wont?
- 1977 –  Barry White Sings for Someone You Love
- 1978 –  The Man
- 1979 –  I Love to Sing the Songs I Sing
- 1979 –  The Message Is Love
- 1980 –  Sheet Music
- 1981 –  Barry & Glodean (con Glodean White)
- 1981 –  Beware!
- 1982 –  Change
- 1983 –  Dedicated
- 1987 –  The Right Night & Barry White
- 1989 –  The Man Is Back!
- 1991 –  Put Me in Your Mix
- 1994 –  The Icon Is Love
- 1999 –  Staying Power

### Raccolte
- 1975 –  Barry White's Greatest Hits
- 1977 –  Barry White's Greatest Hits Vol. 2
- 1985 –  Heart and Soul
- 1988 –  The Collection
- 1992 –  Just for You
- 1994 –  All-Time Greatest Hits
- 1999 –  The Ultimate Collection
- 2000 –  The Ultimate Collection
- 2003 –  Love Songs
- 2003 –  The Millennium Collection: The Best of Barry White
- 2004 –  The Golden Years
- 2005 –  White Gold: The Very Best Of
- 2008 –  Gold
- 2009 –  Number Ones
- 2009 –  Unlimited
- 2010 –  Icon

### Singoli
- 1973 –  I'm Gonna Love You Just a Little More Baby
- 1973 –  Never, Never Gonna Give You Up
- 1974 –  Can't Get Enough for Your Love Babe
- 1974 –  You're the First, the Last, My Everything
- 1975 –  What Am I Gonna Do with You
- 1976 –  Let the Music Play
- 1976 –  You See the Trouble with Me
- 1977 –  It's Ecstasy When You Lay Down Next to Me
- 1977 –  Don't Make Me Wait Too Long
- 1977 –  Playing Your Game, Baby
- 1978 –  Your Sweetness Is My Weakness
- 1978 –  Just the Way You Are
- 1978 –  Oh What a Night for Dancing
- 1980 –  Sheet Music